# Bakamező

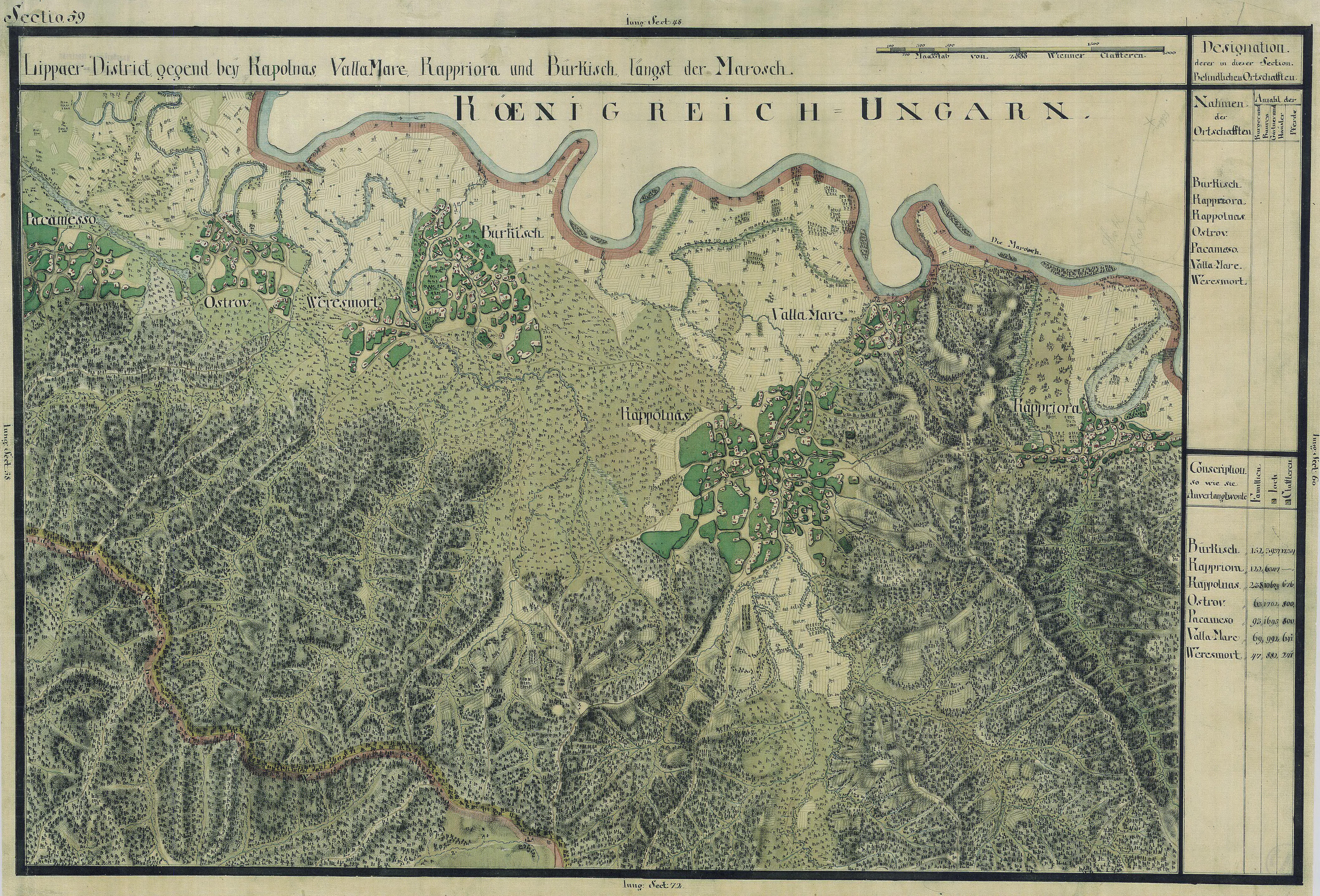
Bakamező egy régi, 1700-as évekből való térképen

Bakamező (románul: Bacău de Mijloc), település Romániában, a Partiumban, Arad megyében

## Fekvése
Arad-tól és Lippától délkeletre, a Maros mellett fekvő település.

## Története
Bakamező nevét 1332-ben említette először oklevél Mok ~ Both néven, mint az Aradi főesperesség parochiális faluját. 1717-ben Bacomesso, 1738-ban Bago-messeu, 1761-ben Bacamesau, 1778-ban Baecames, 1808-ban Bakamező, Bakanczea, 1913-ban Bakamező néven írták.
A falu az Arad vármegyei Baki család birtoka volt egészen 1551-ig, Lippa elestéig, mikor elpusztult, majd a fejedelemség idején magyarokkal telepítették újra.
1717-ben Bacomesso néven a Lippai kerülethez csatolták.
1851-ben Fényes Elek írta a településről: „Bakamező, oláh falu, Krassó vármegyében, Facsethez 2 1/2 mérföldnyire: 2 katholikus 626 óhitű lakossal, s anyatemplommal. Földesura a kamara.”
1888-ban mint kincstári birtok volt említve.
1910-ben 689 lakosából 674 román volt. Ebből 683 görögkeleti ortodox volt.
A trianoni békeszerződés előtt Krassó-Szörény vármegye Marosi járásához tartozott.

## Híres emberek
- Itt született Garai Ferenc (1876. május 4. – 1949. október 18.) újságíró, író.[2]